# Koralpe
Koralpe (slovenski: Golica) je masiv na jugu Austrije u Štajerskoj i Koruškoj.

## Zemljopisne karakteristike
Planine Koralpa samo su dio Srednjoistočnih Alpa, geološki su sastavljene od gnajsa i mikašista. Masiv leži između doline rijeke Lavant i brda zapadne Štajerske, proteže se od planinskoga prijevoja Packsattel (kojega zovu i Vier Tore - 
četvora vrata) do rijeke Drave.
Najviši vrh masiva - Grosser Speikkogel, visok je 2,140 metara, formira granicu između Štajerske 
i Koruške. Po planinskim pašnjacima uzgajaju se goveda i konji. Preko masiva na njegovom južnom dijelu prolazi cesta od Eibiswalda u Štajerskoj do Lavamünda u Koruškoj preko prijevoja Soboth na visini od 1.065 metara u Štajerskoj.
Kod Sobotha se na visini od 1966 metara nalazi skijalište, televizijski odašiljač, akumulacijsko jezero i radarska stanica austrijskih 
oružanih snaga.